# Anne Sheepshanks
Anne Sheepshanks (* 2. April 1789 in Leeds; † 8. Februar 1876 in Reading) war eine britische Mäzenin.

## Leben
Anne Sheepshanks kam am 2. April 1789 als viertes Kind des wohlhabenden Wollhändlers Joseph Sheepshanks und seiner Frau Anna, geborene Wilson, in Leeds in West Yorkshire zur Welt. Sie besuchte die örtliche Schule, hatte aber keinen Zugang zu weiterführender Bildung. Als ihr Vater 1819 starb, erbte sie ein beträchtliches Vermögen und mietete das Haus Woburn Place 30 im Londoner Stadtteil Bloomsbury. Sie lebte dort mit ihrem jüngeren Bruder, dem Astronomen Richard Sheepshanks, der im Garten ein Observatorium betrieb. Ihr ein Jahr jüngerer Bruder John wurde ein wohlhabender Textilfabrikant und Kunstsammler.
1841 zog sie mit ihrem Bruder nach Reading, wo sie ein dreistöckiges Haus in der Albion Street 14 (heute London Road 39) erwarb und in dessen Garten ihr Bruder wieder ein Observatorium errichtete. Als Richard 1855 starb, vermachte er ihr all seine astronomische Ausrüstung und seine beachtliche astronomische Bibliothek.
Anne Sheepshanks teilte die Leidenschaft ihres Bruders für Astronomie und setzte Teile ihres Vermögens für deren Förderung ein. Nach Richards Tod übergab sie dessen Instrumente der Royal Astronomical Society. 1858 spendete sie der University of Cambridge 10,000 £, wovon astronomische Instrumente angeschafft und ein nach Sheepshanks benanntes Stipendium (Sheepshanks Exhibition) finanziert wurden. 1860 übergab sie 2000 £ an George Biddell Airy zum Erwerb eines Passageninstruments, was aber zunächst nicht zu Stande kam. Mit ihrer Zustimmung konnte das Geld mit den aufgelaufenen Zinsen zehn Jahre später zum Erwerb eines solchen Instruments bei Troughton & Simms verwendet werden. Nach ihrem Tod gingen noch 192 der seltenen und wertvollen Bände der Bibliothek ihres Bruders an die Royal Astronomical Society. Anne Sheepshanks lebte seit dem Tod ihres Bruders zurückgezogen in ihrem Haus in Reading und verstarb am 8. Februar 1876 im Alter von 86 Jahren, sie wurde neben ihrem Bruder auf dem Friedhof in Reading begraben.

## Ein Bild von Anne Sheepshanks
Die Mutter Eleanor Louisa Henry des Malers Walter Sickert war eine uneheliche Tochter von Richard Sheepshanks. Damit war Anne Sheepshanks Großtante und sogar Patentante von Sickert, der den Sheepshanks verbunden war. 1931 bis 1932 entstand ein Ölgemälde von Anne Sheepshanks, das er von einer alten Fotografie abmalte. Dieses Bild wird in der online verfügbaren (siehe Link unten) Dissertation Material Memory: The Work of Late Sickert 1927-42 von Merlin Seller behandelt und ist im zweiten Teil als Figur 36 wiedergegeben. In Werksverzeichnissen zu Walter Sickert fehlt dieses Porträt allerdings.

## Ehrungen
- Am 14. Februar 1862 wurde Anne Sheepshanks Ehrenmitglied der Royal Astronomical Society gewählt.[6] Sie war damit nach Caroline Herschel und Mary Somerville die dritte Frau, der diese Ehre zuteilwurde.[7]
- Im Jahre 1970 benannte die Internationale Astronomische Union den Mondkrater Sheepshanks offiziell nach Anne Sheepshanks (und nicht nach ihrem Bruder).[8]
- 1985 wurde die Mondrille Rima Sheepshanks nach dem nahegelegenen Krater und damit nach Anne Sheepshanks benannt.[9]